# Adolphe Jacoby
Pour les articles homonymes, voir Jacoby.
Adolphe Jacoby (Grandménil, 17 août 1888 - Sainte-Croix-Lez-Bruges, 28 mai 1976) est un officier militaire et un écrivain belge.

## Biographie
Nationaliste belge convaincu et ancien combattant de la Première Guerre mondiale, Jacoby a écrit plusieurs ouvrages sur des vétérans de guerre notables. Son interprétation belgiciste de l'histoire des frères van Raemdonk est la plus connue d'entre elles, et il a écrit un certain nombre de livres sur le sujet.
Il a écrit, entre autres :   
- Au drapeau ! (1935)
- Garde à vous (1935)
- Saluez ! (1936)
- Ouvrez le ban ! (1935)

Pendant la Seconde Guerre mondiale, Jacoby a été prisonnier de guerre en Allemagne. En 1948, il a consigné ses mémoires sur cette période dans le livre : "Derrière les barbelés, 1940-1945".
Les archives d'Adolphe Jacoby sont conservées aux archives municipales de Tamise.